# Corokia cotoneaster
Corokia cotoneaster är en tvåhjärtbladig växtart som beskrevs av Etienne Fiacre Louis Raoul. Corokia cotoneaster ingår i släktet Corokia, och familjen Argophyllaceae. Inga underarter finns listade i Catalogue of Life.

## Bildgalleri

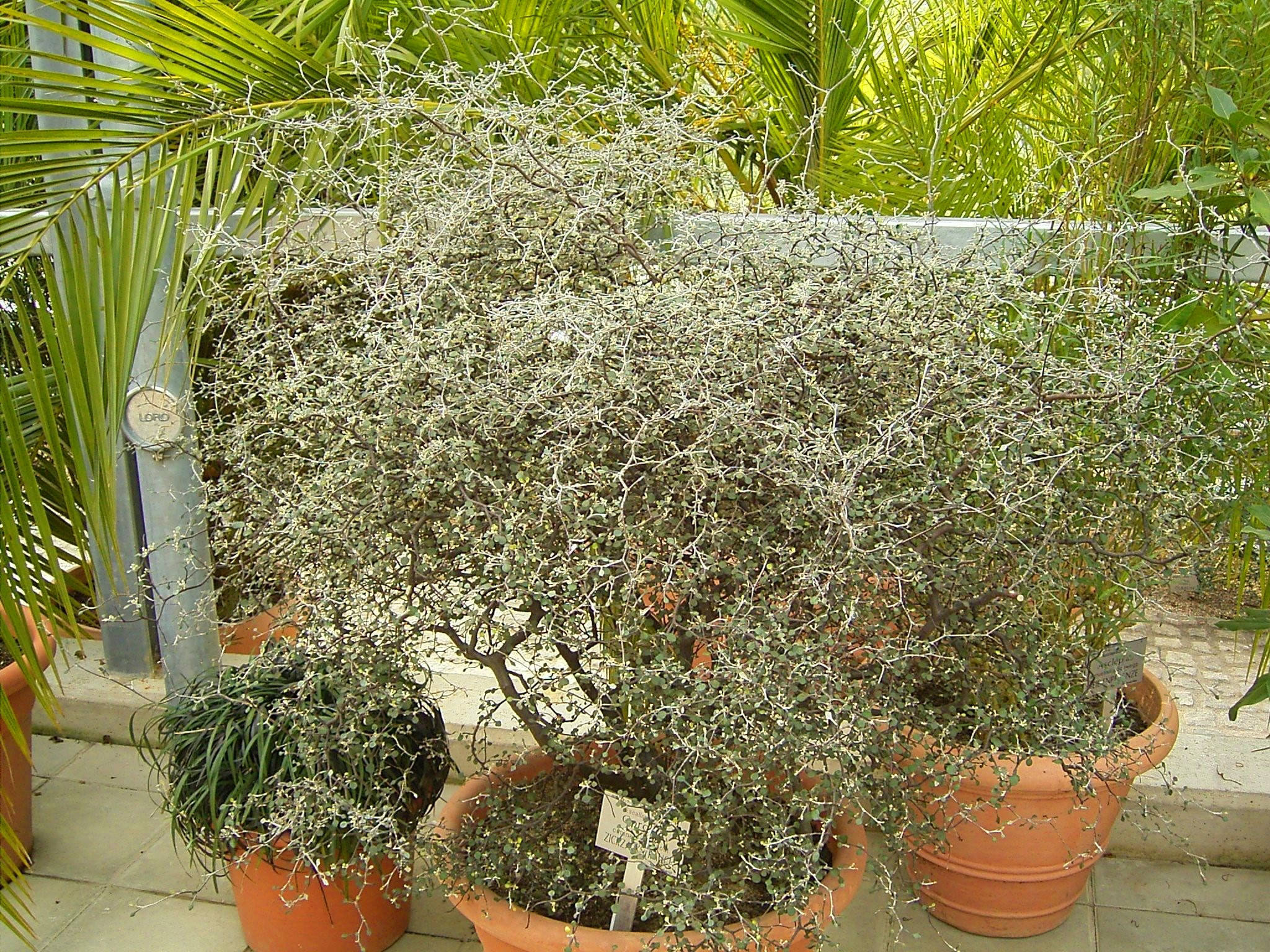
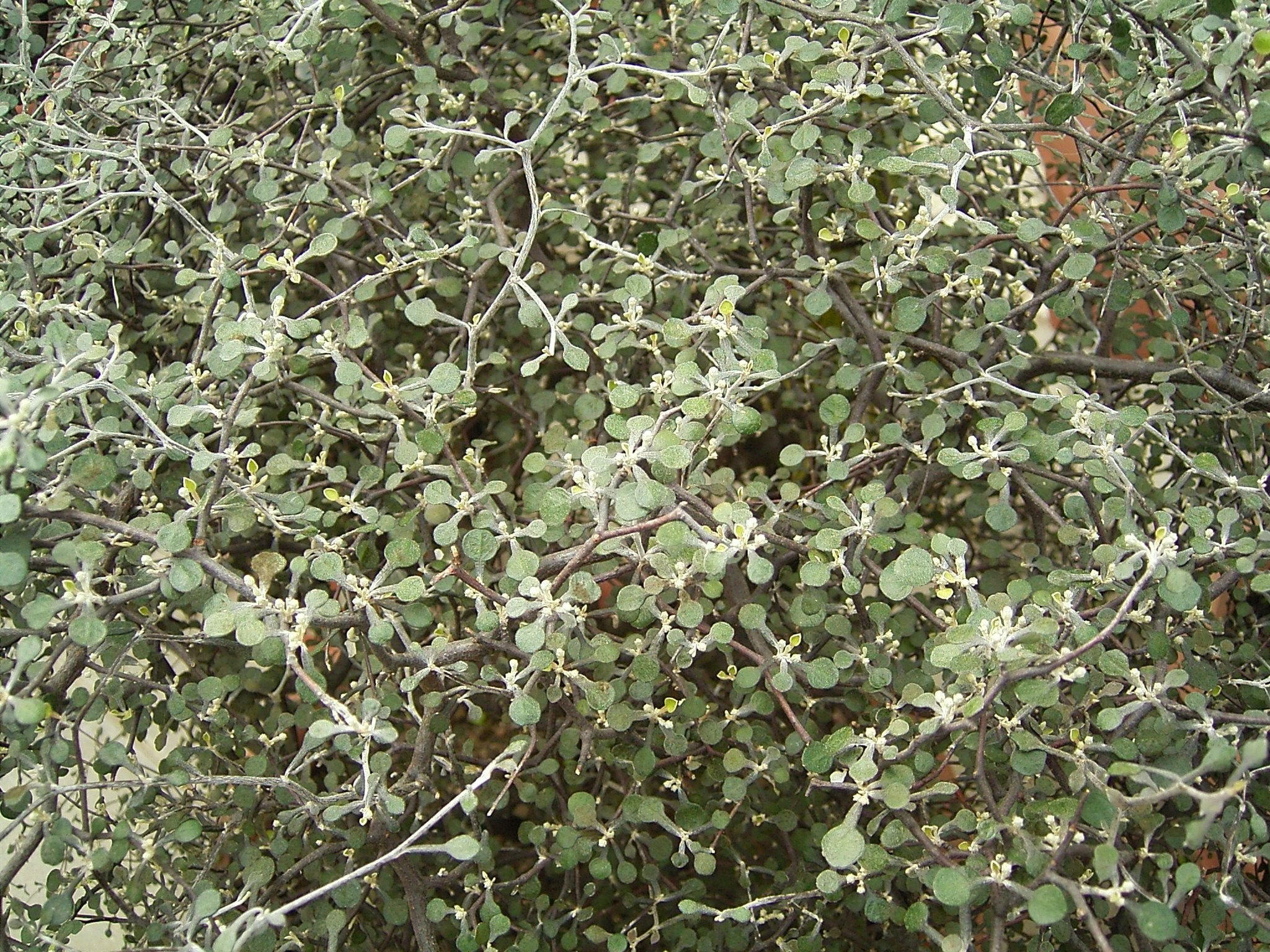
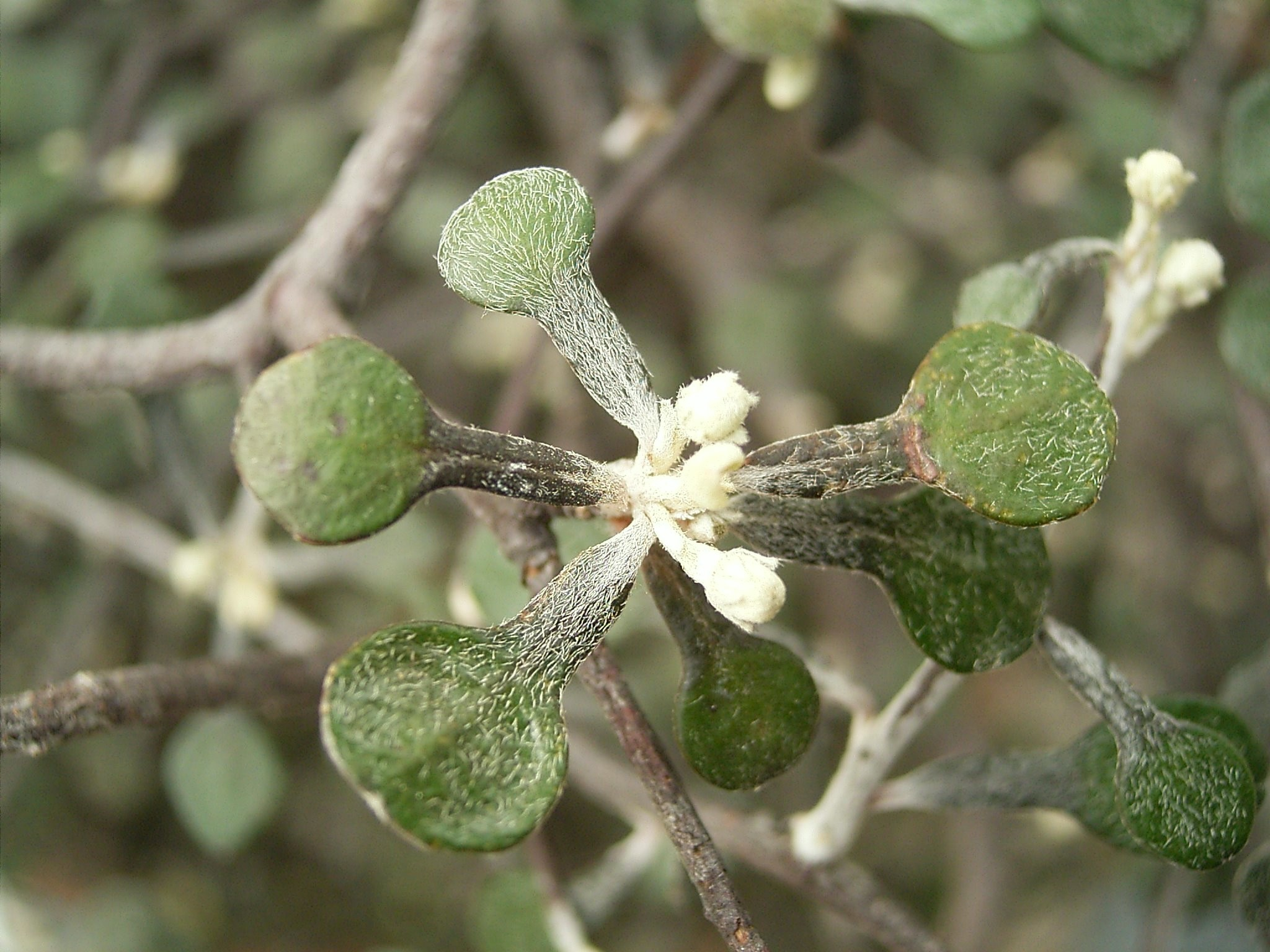
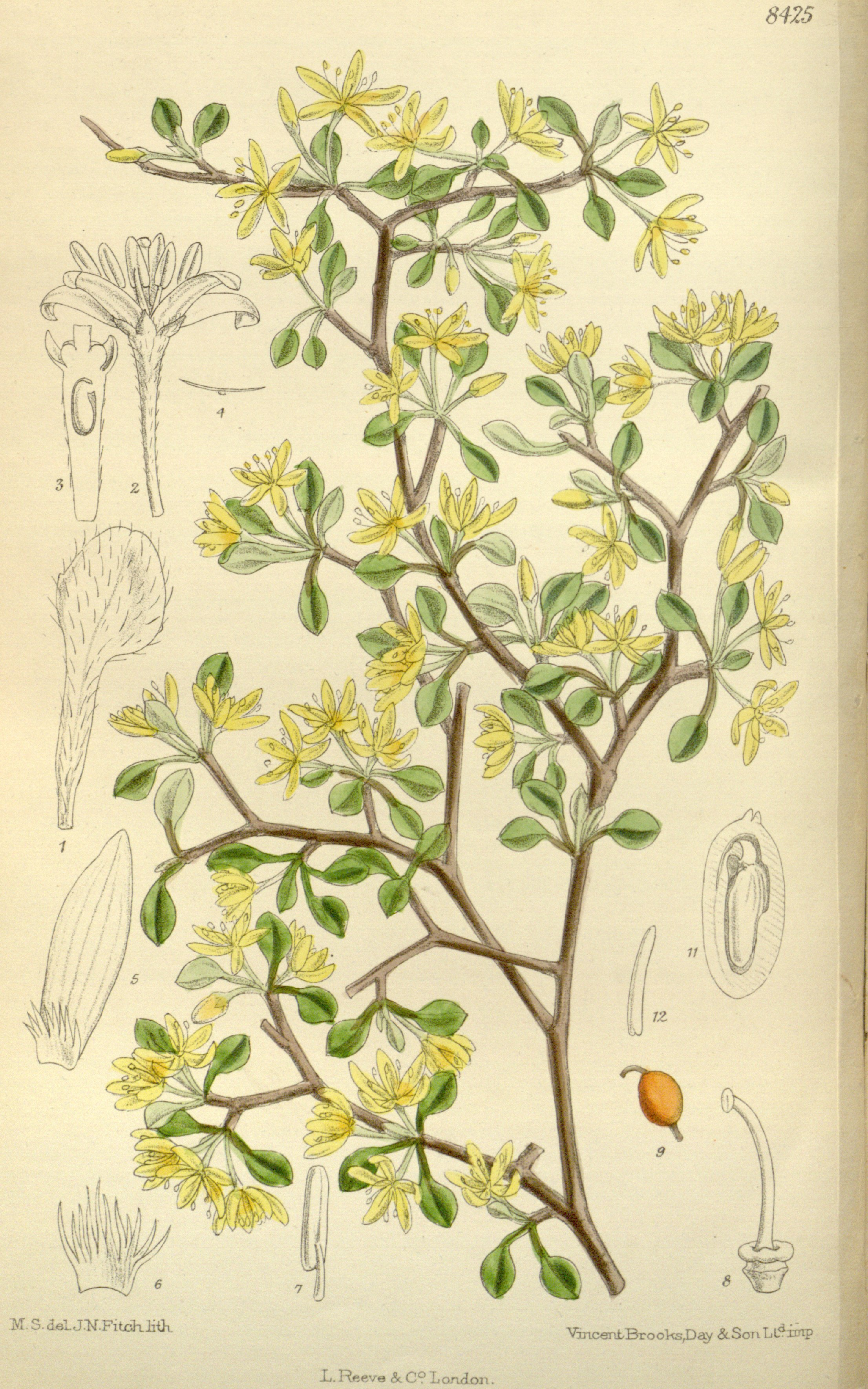
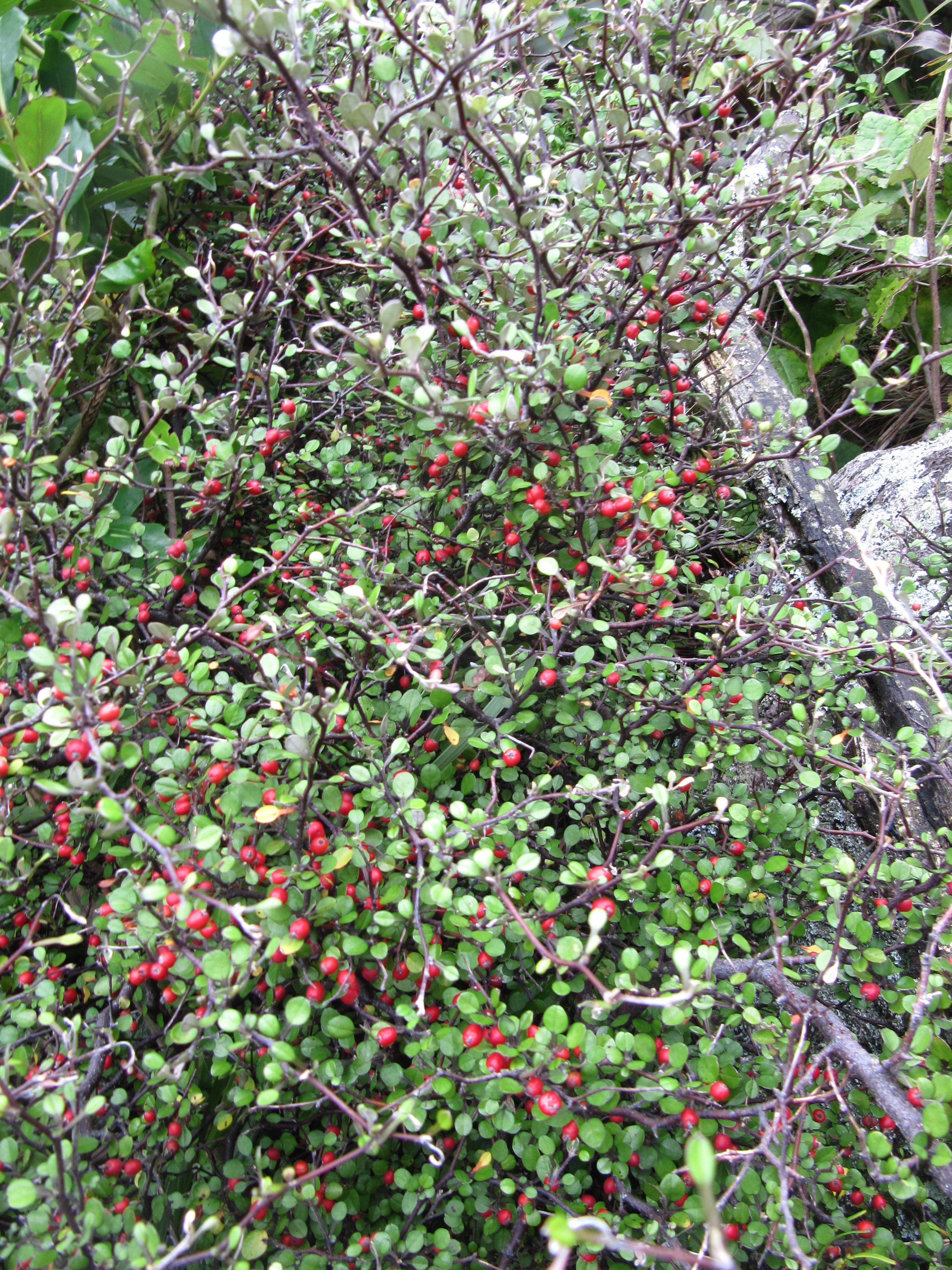
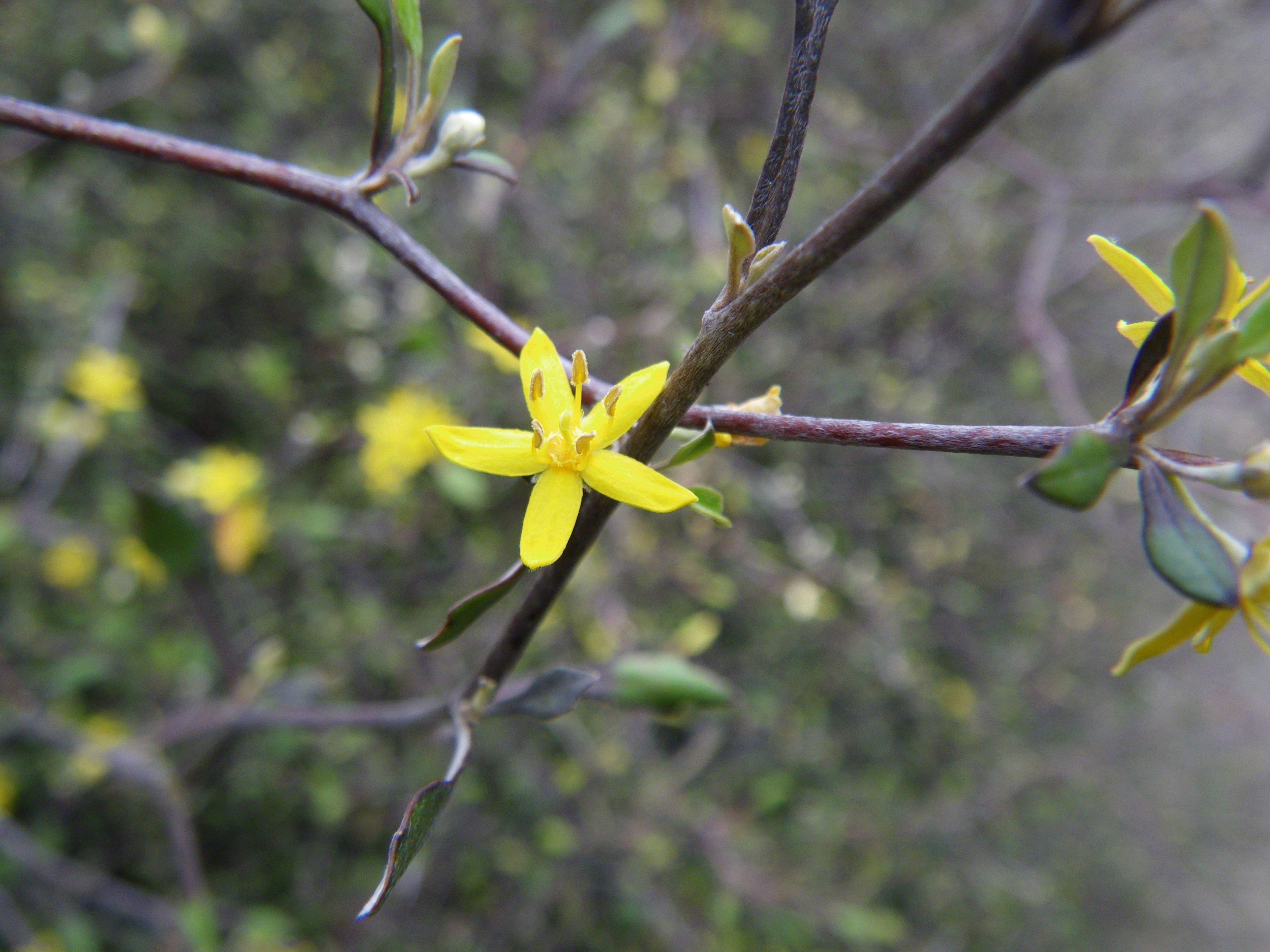